# Extremsport

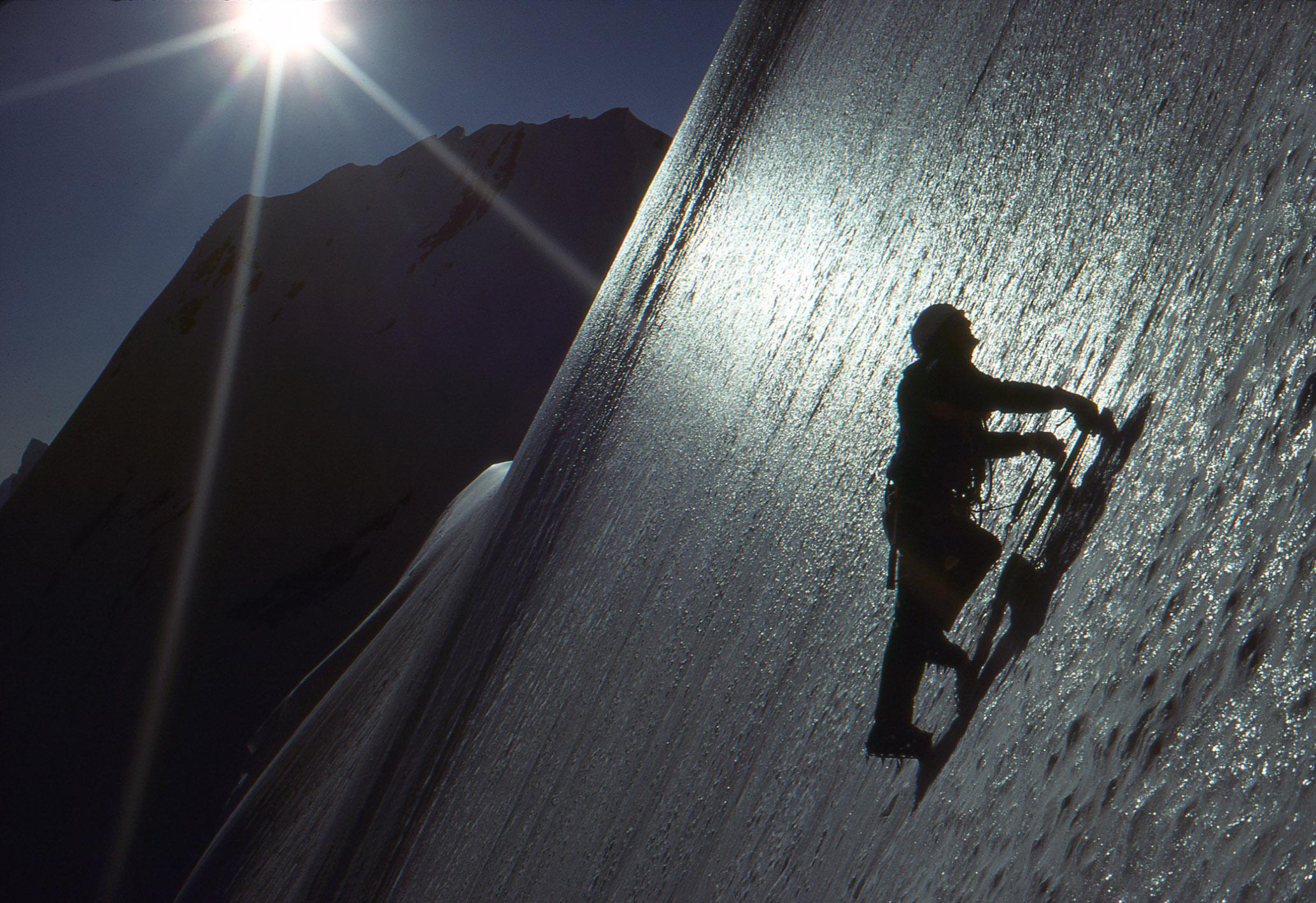
Isklättring

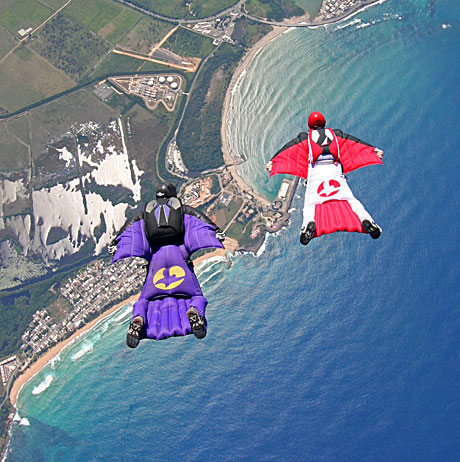
Flygtur med wingsuit

Extremsport är ett samlingsnamn på sporter och andra fysiska aktiviteter som är riskfyllda eller på annat sätt ger kroppen en adrenalinkick.

## Exempel på extremsporter
- Aggressive inline
- BASE-hoppning
- BMX
- Fallskärmshoppning
- Fjäderstyltor
- Forspaddling
- Fridykning
- Friåkning
- Fälttävlan
- Hängflygning
- Isklättring
- Kitesurf
- Motocross
- Parkour
- Rally
- Roadracing
- Roller derby
- Skateboard
- Skärmflygning
- Snowboard
- Surfing
- Undervattensishockey
- Vindsurfing
- Wakeboard